# Gabriel Palhares
Gabriel Fernandes Nakamura Palhares (28 de março de 2008), filho de Rafaela Fernandes Nakamura Palhares e Raphael Kioshi Nakamura Palhares é descendente de japoneses, e iniciou sua carreira aos 3 anos de idade e hoje conta com mais de 10 trabalhos na TV e no cinema, além de ter 172 mil seguidores em sua conta no Instagram.

## Filmografia

### Televisão
| Ano  | Título                      | Papel                      |
| ---- | --------------------------- | -------------------------- |
| 2011 | Força-Tarefa                | Bruno Felipe               |
| 2012 | Gabriela                    | —                          |
| 2014 | Geração Brasil              | Tomás Avelar               |
| 2015 | Sete Vidas                  | Luca Viana                 |
| 2016 | Liberdade, Liberdade        | Júlio Raposo Viegas (Caju) |
| 2017 | Dancinha dos Famosos        | Ele Mesmo (Participante)   |
| 2017 | Super Chefinhos             | Ele Mesmo (Participante)   |
| 2018 | Deus Salve o Rei            | Tácitus                    |
| 2019 | Amor de Mãe                 | Nicolas Amorim Junqueira   |
| 2023 | Betinho - No Fio da Navalha | Henriquinho                |

### Cinema
| Ano  | Título                           | Papel         |
| ---- | -------------------------------- | ------------- |
| 2013 | Se Puder... Dirija!              | Quinho        |
| 2018 | D. P. A. 2 - O Mistério Italiano | Afrânio       |
| 2024 | Partiu América                   | Stevenspilbi  |
| 2024 | Câncer com Ascendente em Virgem  | Bruno Mathias |

## Prêmios e indicações
| Ano  | Prêmio                    | Categoria               | Trabalho             | Resultado | Ref   |
| ---- | ------------------------- | ----------------------- | -------------------- | --------- | ----- |
| 2014 | Prêmio Extra de Televisão | Melhor Ator/Atriz Mirim | Geração Brasil       | Indicado  |       |
| 2014 | Prêmio Contigo! de TV     | Melhor Ator Infantil    | Geração Brasil       | Indicado  |       |
| 2015 | Prêmio Extra de Televisão | Melhor Ator/Atriz Mirim | Sete Vidas           | Indicado  | [ 3 ] |
| 2016 | Prêmio Extra de Televisão | Melhor Ator/Atriz Mirim | Liberdade, Liberdade | Venceu    | [ 4 ] |
| 2016 | Melhores do Ano           | Melhor Ator/Atriz Mirim | Liberdade, Liberdade | Indicado  | [ 5 ] |